# برژانی (ناحیه راکوونیک)
برژانی (به چکی: Břežany) یک منطقهٔ مسکونی در جمهوری چک است که در ناحیه راکوونیک واقع شده‌است. برژانی ۱۲۶ نفر جمعیت دارد و ۴۴۲ متر بالاتر از سطح دریا واقع شده‌است.